# Mario Rossi (ingénieur)
Pour les articles homonymes, voir Rossi et Mario Rossi.
De nationalité suisse, né à Lausanne le 25 décembre 1940 et décédé à Lausanne le 21 juillet 2016, Mario Rossi était un ingénieur électricien diplômé et docteur ès sciences techniques de l’École polytechnique fédérale de Lausanne (EPFL). Professeur honoraire de l’EPFL, il a consacré sa carrière à l’acoustique au sein du Laboratoire d'électromagnétisme et d'acoustique. Son enseignement portait sur la propagation d’ondes, l’audio et l’acoustique appliquée et ses travaux sur l’acoustique des espaces, l’intelligibilité de la parole, le développement de transducteurs électroacoustiques, ainsi que sur le problème du bruit des transports ferroviaires légers.
Ses activités, tant d’enseignement que de recherche, lui ont valu la Médaille étrangère de la Société française d'acoustique et le titre de Fellow de l’Audio Engineering Society. Il a été Associate Editor de Acta Acustica et membre des comités des Sociétés suisse et françaises d'acoustique.
Il a également consacré une grande partie de son travail à la sonorisation et l'acoustique de la Cathédrale de Lausanne. Mélomane averti, il était passionné de jazz et jouait du saxophone ténor. 

## Ouvrages
Mario Rossi est l'auteur de :
- Mario Rossi, Traité d'électricité, volume 21, Électroacoustique, Lausanne, Presses Polytechniques et Universitaires Romandes, 1993, 1re éd.
- Mario Rossi et Jacques Jouhanneau, Notions élémentaires d'acoustique, électroacoustique - Les microphones et les haut-parleurs, Lausanne, Tec et Doc, 2007, 1re éd.
- Mario Rossi, Audio, Lausanne, Presses Polytechniques et Universitaires Romandes, 2007, 1re éd.